# No Parole from Rock ’n’ Roll
No Parole from Rock 'n' Roll — дебютный студийный альбом американской хеви-метал-группы Alcatrazz, вышедший в 1983 году.

## Об альбоме
Альбом вышел 15 октября 1983 года и провёл 7 недель в чарте Billboard 200, достигнув 128-го места. Большинство фанатов группы называет этот альбом лучшим в дискографии группы. Считается, что этот релиз дал толчок сольной карьере Ингви Мальмстина, который по сей день исполняет некоторые соло с этой пластинки.

## Критические отзывы
На сайте AllMusic альбом назвали «великолепной записью», несмотря то, что он звучит очень похоже на сольное творчество гитариста Ингви Мальмстина. По мнению Эдуардо Ривадавия, пластинка удачно сочетает виртуозную игру в исполнении Мальстина с вокалом Грэма Боннэта и партиями клавишных Джимми Уолдо, напоминающими творчество Rainbow. Обозреватель назвал главным хитом пластинки песню «Island in the Sun», выразив удивление тому обстоятельству, что в своё время она не стала крупным хитом.
На сайте Metal.de альбом отнесли к классическому хард-року, лучшие образцы которого принадлежали Rainbow, Deep Purple и Uriah Heep, но отметили, что, несмотря на некоторую консервативность, пластинка содержала несколько вещей, которые успешно прошли проверку временем, включая «Islands in the Sun», «Jet to Jet» и «Hiroshima Mon Amour». Обозреватель другого немецкого журнала Rock Hard Франк Троян написал, что No Parole… содержит лучшие гитарные соло, которые он когда-нибудь слышал, и предположил, что даже Ричи Блэкмор не смог бы повторить стремительные сольные партии, исполненные Ингви Мальстином.

## Список композиций
| №                   | Название                              | Автор(ы)                                   | Длительность |
| ------------------- | ------------------------------------- | ------------------------------------------ | ------------ |
| 1.                  | «Island in the Sun»                   | Ингви Мальмстин, Грэм Боннэт, Джимми Уолдо | 3:55         |
| 2.                  | «General Hospital»                    | Мальмстин, Уолдо, Боннэт                   | 4:49         |
| 3.                  | «Jet to Jet»                          | Боннэт, Мальмстин                          | 4:27         |
| 4.                  | «Hiroshima Mon Amour»                 | Боннэт, Мальмстин                          | 4:00         |
| 5.                  | «Kree Nakoorie»                       | Мальмстин, Уолдо, Боннэт                   | 6:10         |
| 6.                  | «Incubus» (инструментальная)          | Мальмстин                                  | 1:24         |
| 7.                  | «Too Young to Die, Too Drunk to Live» | Боннэт, Мальмстин                          | 4:20         |
| 8.                  | «Big Foot»                            | Боннэт, Мальмстин                          | 4:06         |
| 9.                  | «Starcarr Lane»                       | Мальмстин, Уолдо, Боннэт                   | 3:53         |
| 10.                 | «Suffer Me»                           | Боннэт, Мальмстин                          | 4:16         |
| Общая длительность: | Общая длительность:                   | Общая длительность:                        | 41:20        |

## Участники записи
- Ингви Мальмстин — гитары
- Грэм Боннэт — вокал
- Ян Увена — барабаны
- Гари Ши — бас-гитара
- Джимми Уолдо — клавишные